# DJ White Shadow
Pour les articles homonymes, voir Paul Blair et Blair.
 (avril 2017).
Si vous disposez d'ouvrages ou d'articles de référence ou si vous connaissez des sites web de qualité traitant du thème abordé ici, merci de compléter l'article en donnant les références utiles à sa vérifiabilité et en les liant à la section « Notes et références ».

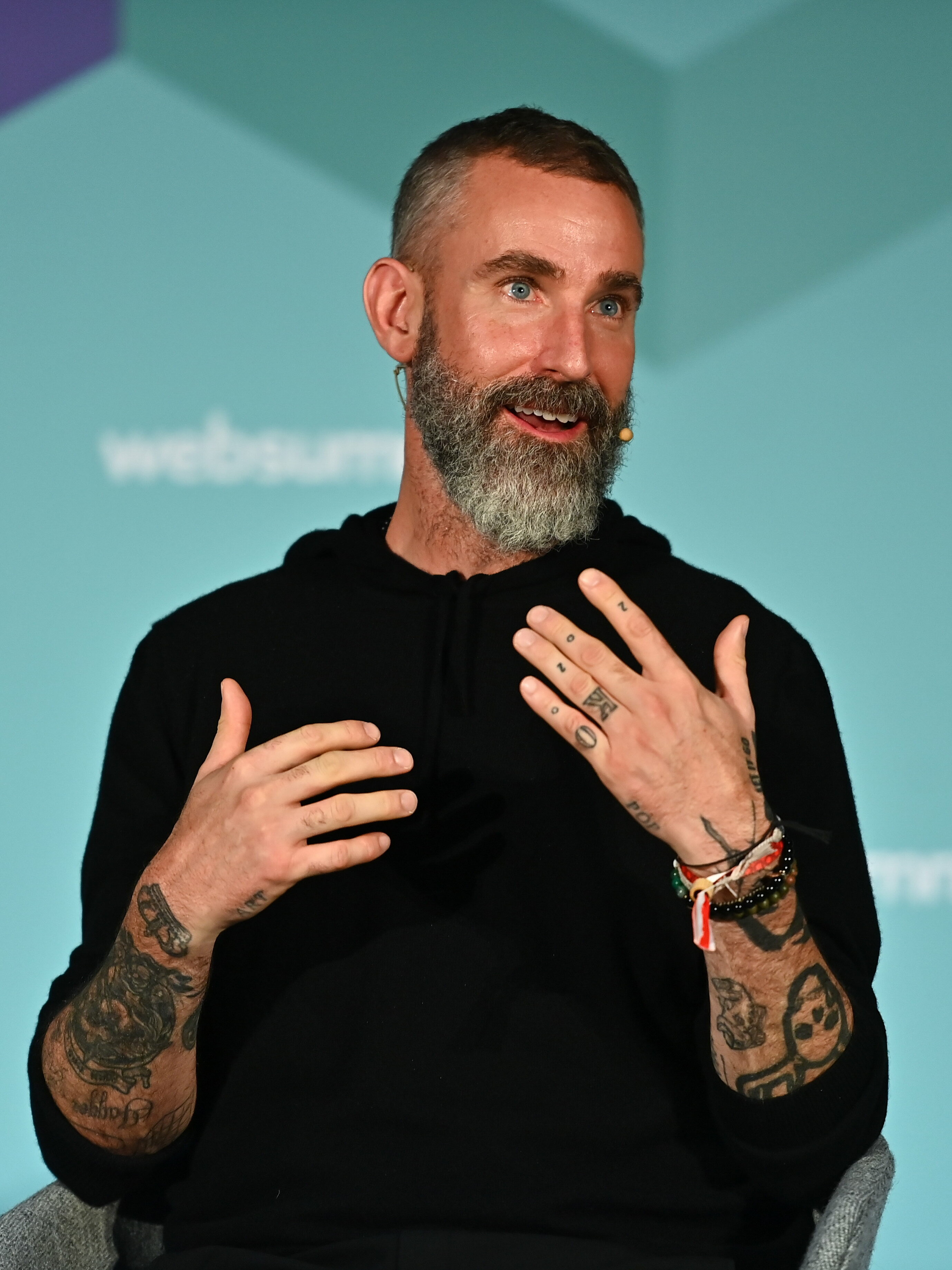
Paul Blair, ou DJ White Shadow, lors du Web Summit 2022.

Paul Blair, plus connu sous le nom de DJ White Shadow, est un producteur de musique et disc-jokey américain. Il est notamment connu pour avoir travaillé avec Yu-Gi-Oh! et Lady Gaga.

## Biographie
Blair est né le 20 septembre 1978 à Youngstown, dans l'Ohio. Il passe son enfance dans la ferme familiale où il commence à collectionner les CD. 
Sa famille et lui déménagent à Detroit, dans le Michigan, où il prend l'habitude de sortir de chez lui secrètement pour se rendre à des concerts de musique Techno. En parallèle, Blair fréquente l'Université de l'État du Michigan où il étudie le business international et le japonais. Il participe à un programme d'échanges dans le cadre de son apprentissage de la langue. 
Blair a 17 ans quand il obtient son premier job régulier en tant disc-jokey, en jouant au Delta Market. À cette époque, il suit des cours à l'Université de Takamatsu, au Japon. 

## Carrière
En 2002, Blair crée la bande originale de la série Yu-Gi-Oh!, ainsi que celle de son film. Il travaille également avec les Black Eyed Peas. 
Blair rencontre Lady Gaga durant un concert à Los Angeles, et l'aide par la suite à écrire et à produire 9 chansons pour son album Born This Way. À la suite de la sortie de l'album, qui fut un grand succès, Blair partit en tournée avec la chanteuse pendant deux ans. Blair continue de travailler avec Gaga, notamment sur son album ARTPOP mais aussi sur sa chanson "The Cure" dévoilée lors du festival Coachella 2017 ou encore sur la bande originale du film A Star is Born
Blair sort 3 EPs, I'm Killing Me ; Pussy, Drugs, Fear ; et The Clock is Ticking. 

## Discographie

### EPs
- 2011 : I'm Killing Me
- 2013 : Pussy, Drugs, Fear
- 2013 : The Clock is Ticking

### Production
2002 : Yu-Gi-Oh!
- Yu-Gi-Oh! Theme
- Time to Duel
- I'm Back
- Exodia
- World of Yu-Gi-Oh!

2004 : Yu-Gi-Oh! The Movie
- For The People
- One Card Short
- Step Up
- Shadow Games
- It's Over
- U Better Fear Me
- Power Within
- Believe In

2011 : Lady Gaga - Born this Way
- Americano
- Bad Kids
- Black Jesus † Amen Fashion
- Bloody Mary
- Born This Way
- The Edge of Glory
- Electric Chapel
- Government Hooker
- Highway Unicorn (Road to Love)

2013 : Lady Gaga - ARTPOP
- Artpop
- Applause
- Do What U Want
- Jewels N' Drugs
- MANiCURE
- Sexxx Dreams
- Swine

2017 : Lady Gaga - " The Cure "
2017 : Pitbull - Climate Change
- Sexy Body
- Dedicated

2018 : Lady Gaga & Bradley Cooper - A Star is Born BO
- Look What I Found
- Heal Me
- Is That Alright?
- Why Did You Do That?
- Hair Body Face?
- Before I Cry